# Totsukuni no Shōjo: Siúil, a Rún
Totsukuni no Shōjo: Siúil, a Rún (とつくにの少女 Totsukuni no Shōjo?), también conocida en español como La pequeña forastera: Siúil, a Rún, es una serie de manga japonesa escrita e ilustrada por Nagabe. Fue serializada en la revista de manga shōnen de Mag Garden Gekkan Comic Garden desde septiembre de 2015 hasta marzo de 2021, con sus capítulos siendo recopilados en once volúmenes tankōbon. Una adaptación a OVA de 10 minutos producida por Wit Studio fue estrenada con la edición limitada de octavo volumen del manga en Japón en septiembre de 2019. Una OVA de larga duración, también producida por Wit Studio, fue estrenada con el volumen bonus del manga en marzo de 2022.

## Sinopsis
En un mundo medieval donde una maldición destructiva se propaga al tacto y convierte a las personas en monstruos oscuros bautizados como "forasteros", el reino habitado por humanos sanos se reduce cada día. Los soldados al servicio del rey realizan inquisiciones y purgan a quienes acusan de haber estado en contacto con los forasteros y sus cuerpos son expulsados a las periferias de la ciudad, en un bosque entendido como "el exterior". 
Shiva, una excéntrica niña de seis años, es desahuciada por su tía y queda dejada a su suerte en las afueras; ella desconoce el acto de abandono y asume que llegó allí por cuenta propia. En su trayecto, un forastero de caracter peculiar la encuentra y, consciente de la situación, la resguarda en su hogar. Ella lo apoda "maestro" (sensei) al descubrir que -a pesar de no recordar su vida anterior, carecer de apetito y prescindir del descanso- resulta confiable y amable: más humano que cualquiera. Ambos se convierten en una familia improvisada y el maestro procura no infectar a Shiva con la maldición ni con la tristeza de arrebatarle la esperanza de volver con su tía, a quien espera ingenua y animosamente. En paralelo, debe esforzarse en recopilar datos sobre su identidad y cuidar a  Shiva de forasteros malintencionados y de soldados del "interior" que, por alguna razón, también la buscan. 

## Personajes
Teacher (せんせい Sensei?)
Voz por: Jun Fukuyama
Shiva (シーヴァ Shīva?)
Voz por: Rie Takahashi

## Contenido de la obra

### Manga
El manga fue escrito e ilustrado por Nagabe. Fue serializado en la revista de manga shōnen de Mag Garden Gekkan Comic Garden, a partir del 6 de septiembre de 2015. Terminó de serializarse el 5 de marzo de 2021. Mag Garden recopilo los capítulos en once tankōbon (volúmenes compilados), publicados bajo su imprenta Blade Comics desde el 10 de marzo de 2016 hasta el 9 de abril de 2021. Se publicará un volumen de manga adicional el 10 de marzo de 2022.

### OVA
Se lanzó una adaptación a OVA de 10 minutos con la edición limitada del octavo volumen del manga en Japón el 10 de septiembre de 2019. Fue dirigida por Yūtarō Kubo y Satomi Maiya, y producida por Wit Studio, quien "probó un tipo de animación que utiliza una 'nueva técnica de expresión'" en su creación. Antes del lanzamiento de la OVA, el cortometraje animado se estrenó en el Festival Internacional de Cine Fantasia en Montreal, Canadá, el 1 de agosto de 2019. También se proyectó en el Scotland Loves Anime Film Festival en Glasgow, Escocia, el 12 de octubre de 2019, y se transmitió en línea por el Japanese Film Festival y el JFF Plus Online Film Festival en varios países en diciembre de 2020. Además, el cortometraje compitió en la categoría Películas/videos hechos para audiencias jóvenes del evento digital del Festival Internacional de Animación de Ottawa.
El 5 de marzo de 2021, se anunció que Wit Studio producirá una nueva OVA de larga duración, que se lanzará con un volumen adicional del manga el 10 de marzo de 2022. Los miembros del personal de la primera OVA volverán a desempeñar sus funciones. Una campaña de Kickstarter para recaudar fondos para el proyecto se llevó a cabo del 10 de marzo al 9 de mayo de 2021 La campaña alcanzó sus ¥3 millones iniciales en el primer día. Superó sus ¥20 millones de meta agrandada en el último día.